# Katherine Langford
Katherine Anne Langford (Perth, 28 de abril de 1996) é uma atriz australiana. Depois de aparecer em vários filmes independentes, ela ficou conhecida estrelando como Hannah Baker na série de televisão da Netflix, 13 Reasons Why (2017–2018), que lhe rendeu uma indicação ao Globo de Ouro. Ela também teve reconhecimento nos filmes Love, Simon (2018) e Knives Out (2019), e estrelou a comédia de humor ácido, Spontaneous (2020) – pela qual recebeu uma indicação ao Critics 'Choice Award – também estrelou a série da Netflix, Cursed (2020).

## Biografia
Katherine Anne Langford nasceu em Perth, na Austrália, filha dos médicos Elizabeth e Stephen Langford. Ela é a irmã mais velha da também atriz, Josephine Langford.
Quando criança, Langford fez aulas vocais clássicas, começando em 2005. ela estudou em duas escolas privadas, onde ela se descreveu como uma criança "esquerda central", antes de ir para a Perth Modern School, onde ela se tornou uma nadadora nacionalmente classificada. Katherine afirma ter-se interessado pela medicina e pela política, juntamente com o teatro musical, até assistir a um concerto de Lady Gaga, que a inspirou a aprender a tocar piano sozinha e a largar o time de natação. Durante o tempo que passou na Perth Modern School, ela entrou para o clube de teatro do colégio e começou a escrever músicas no piano dentro do auditório, durante seu tempo livre. Em 2013, Langford apareceu em uma produção do colégio chamada "Hotel Sorrento".
Depois de se formar, em 2014, Langford estudou Teatro Musical na Principal Academy of Dance & Theatre. Enquanto esteve lá, ela apareceu na produção Godspell, onde ela atuou como Morgan. Ela teve sua primeira aula de atuação em março de 2015, com 19 anos. Katherine foi uma das cinco selecionadas para participar do Instituto Nacional de Artes Dramáticas (NIDA) Advanced Actors Residency de 2015. Foi também em 2015, que ela treinou na Nicholson's Academy of Screen Acting. Durante este tempo, ela também interpretou o papel da amante de Peron na produção de 2015 da EVITA no Centro de Artes Koorliny em Perth.
No final de 2015, Katherine recebeu uma proposta para participar do programa de Bacharel em Artes Cênicas na Western Australian Academy of Performing Arts (WAAPA) e pretendia começar estudos em 2016. Entretanto, ela nunca se matriculou e preferiu ir atrás de papéis profissionais. Ela estudou no Instituto Nacional de Artes Dramáticas e na Academia Principal de Artes Performáticas de Perth, e seu treinamento de voz inclui uma classe mestre no Royal Conservatoire of Scotland. Suas primeiras atuações na Academia de Perth incluem papéis em Godspell e Te Deum.

## Carreira

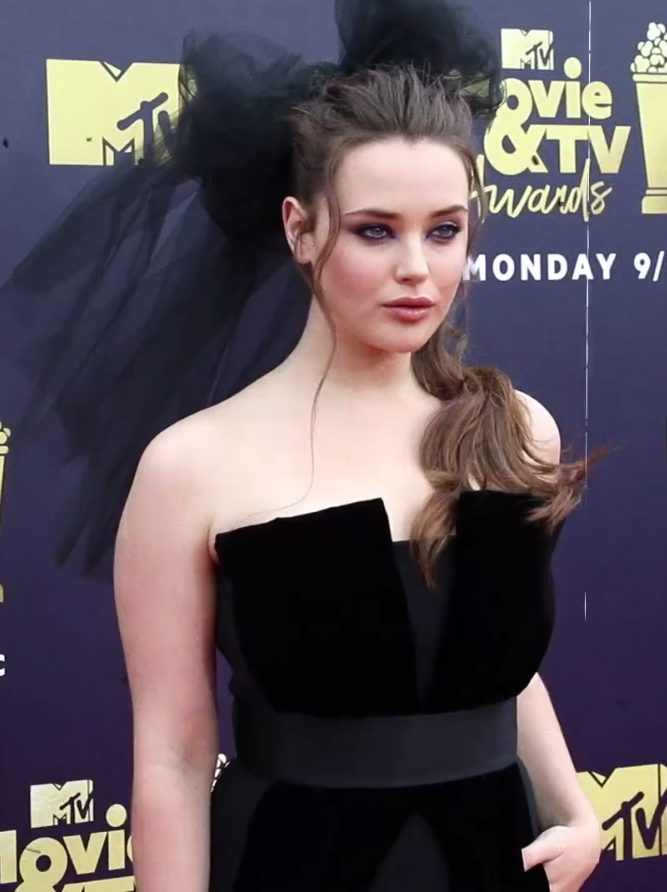
Prêmios MTV Movie & TV de 2018

Katherine apareceu em uma série de filmes independentes pequenos em 2015, incluindo Misguided, Imperfect Quardant, e Daughters. Langford interpretou a personagem principal, Scarlett, no curta-metragem Daughters, que estreou no Festival Cannes de 2016. Também em 2016, depois de recusar a oferta da WAAPA, Katherine participou da audição de "Will", uma série britânica que conta a história da juventude de William Shakespeare. Entretanto, ela não conseguiu o papel, que foi entregue a Olivia DeJonge.
Langford participou das audições de 13 Reasons Why através do Skype e teve apenas 10 dias para conseguir o visto O-1 (tipo de visto destinado a indivíduos com habilidade ou realização extraordinária), já que ela nunca tinha trabalhado nos Estados Unidos antes. Katherine foi aclamada pela crítica por sua atuação como Hannah Baker na série 13 Reasons Why. Para pesquisar e estudar o papel, Langford falou com um representante da campanha de conscientização de agressão sexual "It's On Us", e com um psiquiatra especialista em adolescentes. Em dezembro de 2016, ela assinou um contrato com a agência William Morris Endeavor.
Ela possui vídeos em seu canal do YouTube, cantando três músicas autorais: "I've Got a Crush on Zoe Bosch", "Young and Stupid" e "3 Words". Langford estrelou a adaptação de 2018 do romance, Love, Simon, atuando como Leah.
Em maio de 2018, Katherine Langford explicou em seu instagram que estava saindo da série 13 Reasons Why e escreveu sobre o seu adeus a personagem Hannah Baker.
Em 12 de setembro de 2018, foi anunciado que Langford havia iria protagonizar a nova série de televisão Cursed. Ela irá interpretar Nimue, uma adolescente destinada a se tornar a Dama do Lago. A série é baseada na novela de mesmo nome, escrita por Frank Miller e Tom Wheeler. A série estreou na Netflix em 17 de julho de 2020.
Katherine Langford foi escalada em 27 de outubro de 2018 pro filme Avengers: Endgame, mas sua cena não foi acrescentada ao filme.

## Filmografia

### Cinema
| Ano         | Título            | Papel                     | Notas         |
| ----------- | ----------------- | ------------------------- | ------------- |
| 2018        | The Misguided     | Vesna                     |               |
| Love, Simon | Leah Burke        |                           |               |
| 2019        | Avengers: Endgame | Morgan Stark (mais velha) | Cena deletada |
| 2019        | Knives Out        | Meg Thrombrey             |               |
| 2020        | Spontaneous       | Mara Carley               |               |

### Televisão
| Ano       | Título             | Papel        | Notas                              |
| --------- | ------------------ | ------------ | ---------------------------------- |
| 2017–2018 | 13 Reasons Why     | Hannah Baker | Papel principal (temporadas 1–2)   |
| 2018      | Robot Chicken      | Steffy (voz) | Episódio: "No Wait, He Has a Cane" |
| 2019      | RuPaul's Drag Race | Ela mesma    | 1 episódio                         |
| 2020      | Cursed             | Nimue        | Protagonista                       |

## Prêmios e indicações
| Ano  | Prêmio           | Categoria                       | Trabalho nomeado | Resultado | Ref.   |
| ---- | ---------------- | ------------------------------- | ---------------- | --------- | ------ |
| 2018 | Globo de Ouro    | Melhor Atriz em Série Dramática | 13 Reasons Why   | Indicado  | [ 21 ] |
| 2018 | Satellite Awards | Melhor Atriz em Série Dramática | 13 Reasons Why   | Indicado  | [ 22 ] |